# Yoldia cooperii
Yoldia cooperii är en musselart som beskrevs av William More Gabb 1865. Yoldia cooperii ingår i släktet Yoldia och familjen Yoldiidae. Inga underarter finns listade i Catalogue of Life.